# Despina Stratigakos
Despina Stratigakos (* 3. März 1963 in Montreal) ist eine kanadische Architekturhistorikerin, Autorin und Professorin für Architektur an der University at Buffalo.

## Werdegang
Stratigakos wuchs als Kind griechischer Einwanderer in Montreal auf. Ihr Interesse für kulturelle Unterschiede führte sie zu einem Studium der Anthropologie als Undergraduate an der University of Toronto. Es folgte ein Studium der Kunst- und Architekturgeschichte an der UC Berkeley (Master of Arts) und am Bryn Mawr College, wo sie in Kunstgeschichte promovierte. Ihre Dissertation mit dem Titel Skirts and Scaffolding: women architects, gender and design in Wilhelmine Germany (Röcke und Gerüste: Architektinnen, Geschlecht und Design im wilhelminischen Deutschland) untersuchte die ersten Architektinnen in Deutschland in der Zeit von 1900 bis 1920.

„...I never lost my interest in anthropology. Throughout my graduate studies, I continued to look at space and architecture through a social and cultural lens. More and more, I became interested not only in cultural meanings, but also in how they relate to power, and how power is embedded in all types of different milieus. When I began to teach in architecture schools, I became fascinated by the culture of the schools themselves, which was quite different from what I had experienced in the humanities. That led to exploring their pedagogical practices and who they empower. From there, I began to wonder about the transition to practice and differences in the career paths of men and women.“

„...ich habe nie mein Interesse an Anthropologie verloren. Während meines gesamten Studiums habe ich Raum und Architektur weiterhin durch eine soziale und kulturelle Brille betrachtet. Mehr und mehr interessierten mich nicht nur die kulturellen Bedeutungen, sondern auch, wie sie mit Macht zusammenhängen und wie Macht in die verschiedensten Milieus eingebettet ist. Als ich anfing, an Architekturschulen zu unterrichten, war ich fasziniert von der Kultur der Schulen, die ganz anders waren als die, die ich in den Geisteswissenschaften erlebt hatte. Das führte zur Untersuchung ihrer pädagogischen Praktiken und zur Betrachtung, wen sie damit stärkten. Von da an begann ich, mich über den Übergang in die Berufspraxis und die Unterschiede in den Karrierewegen von Männern und Frauen zu wundern.“

Despina Stratigakos war an der Illinois State University, am Grinnell College, an der University of Iowa und am Visual Arts Center in Montreal tätig. Sie lehrte an der Harvard University und der University of Michigan, bevor sie an die Fakultät für Architektur der University at Buffalo kam. Während des akademischen Jahres 2016/17 war sie als Mitglied des Institute for Advance Study in Princeton tätig. Derzeit ist sie an der University at Buffalo Vize-Provost für integrative Exzellenz.
Sie war Vorstandsmitglied der Society of Architectural Historians, Beraterin des International Archive of Women in Architecture an der Virginia Tech, Treuhänderin der Beverly Willis Architecture Foundation und stellvertretende Direktorin des Gender Institute an der University at Buffalo. Sie war außerdem Mitglied der städtischen Task Force für Diversity in der Architektur in Buffalo und Gründungsmitglied der Architecture and Design Academy, einer Initiative der Buffalo Public Schools zur Förderung von Designkompetenz und akademischen Spitzenleistungen.

## Werk
In ihrer Forschung untersucht Stratigakos die Funktionsweise von Macht und Ideologie in der Architektur. In Hitler’s Northern Utopia: Building the New Order in Occupied Norway (2020) wird aufgezeigt, wie sich das Großdeutsche Reich über den Polarkreis hinaus ausdehnen und das skandinavische Land in eine rassistische Utopie verwandeln sollte. Stratigakos untersucht, wie Architektur zur Unterdrückung und für politische Zwecke eingesetzt werden kann. Where Are the Women Architects? (2016) befasst ich mit Frauen in der Männerdomäne Architektur. Hitler at Home (2015) zeigt die wichtige Rolle, die Hitlers Wohnbehausungen bei der Gestaltung seines öffentlichen Images innehatten. A Women’s Berlin: Building the Modern City (2008) recherchiert die vergessene Geschichte der ersten Architektinnen in Berlin.
Stratigakos setzte sich bei der Spielzeugfirma Mattel für die Aufnahme einer Architektin in die „Barbie I Can Be...“-Serie ein. Architektin wurde im Jahr 2011 der 127. Beruf für Barbie. Das Projekt trug dazu bei, die Debatte über Geschlechtergerechtigkeit in der Architektur zu beeinflussen.
Die Sammlung über Despina Stratigakos der Virginia Polytechnic Institute and State University (1998 bis 2013) umfasst ihren Lebenslauf und ihre Veröffentlichungen, darunter Recherchematerial ihrer Dissertation und Artikel über jüdischen Exilarchitektinnen in Amerika. Die Sammlung enthält auch eine Architektin-Barbie von Mattel aus dem Jahr 2011.

## Auszeichnungen
- 2009: DAAD-Buchpreis für A Women’s Berlin: Building the Modern City,[3]
- 2009: Milka-Bliznakov-Preis für A Women’s Berlin: Building the Modern City[3][7]
- 2011: Marie Curie Fellowship der Gerda Henkel Stiftung für das Buch „Hitler at Home“[8]
- 2011: Forschungsprojekt Gerdy Troost: Hitler’s Other Chosen Architect, gefördert von der Gerda Henkel Stiftung.[8]

## Veröffentlichungen (Auswahl)
- Skirts and scaffolding. Women architects, gender, and design in Wilhelmine Germany. In: Proquest Information and Learning, Ann Arbor MI 1999.
- Architects in Skirts: The Public Image of Women Architects in Wilhelmine Germany. In: Journal of Architectural Education. Vol. 55, No. 2, Nov 2001, S. 90–100.
- Reconstructing a Lost History: Exiled Jewish Women Architects in America, in: The Transatlantic Jewish Paper, Vol. LXVIII, Nr. 22 (31. Oktober 2002).
- The Professional Spoils of War: German Women Architects and World War I. Journal of the Society of Architectural Historians, Vol. 66, No. 4, Dezember 2007, University of California Press on behalf of the Society of Architectural Historians, S. 464–475.
- „I Myself Want to Build.“ Women, Architectural Education and the Integration of Germany’s Technical Colleges. In: Paedagocica Historica, International Journal of the History of Education, Vol. 43, No. 6, 2007, ISSN 0030-9230, S. 727–756
- Masculine Reason or Feminine Spirit: Gender Battles in the Werkbund’s Canonization of National Style in: Anna Brzyski (Hrsg.): Partisan Canons, Duke University Press, New York, 2007, S. 135–156.
- The good architect and the bad parent: on the formation and disruption of a canonical image. In: The Journal of Architecture. 2008, ISSN 1360-2365.
- A women’s Berlin. Building the modern city. University of Minnesota Press, Minneapolis, 2008, ISBN 978-0-8166-5323-2.
- Women and the Modern Metropolis in: Dorothee Brantz, Sasha Disko and Georg Wagner-Kyora (Hrsg.): Thick Space: Approaches to Metropolitanism, transcript Verlag, Bielefeld, 2014, S. 279–306.
- Where Are the Women Architects? Princeton University Press, Princeton and Oxford 2016, ISBN 978-0-691-17013-8
- Hitler at Home, Yale University Press, London, 2015, ISBN 978-0-300-18381-8.
- Gerdy. Die Nationalsozialistin: Gerdy Troost ( 1904-2003). In: AIT. Heft 7/8. Leinfelden-Echterdingen 2018, S. 40–44.
- Is It Really that Bad? The Status of Women in Architecture and the Gender Equity Movement in: Swati Chattopadhyay, Jeremy White (Hrsg.): The Routledge Companion to Critical Approaches to Contemporary Architecture, Routledge, 2019, ISBN 978-1-315-68894-7
- Hitler’s Northern Utopia: Building the New Order in Occupied Norway, Princeton University Press, Princeton, 2020.